# Калаев, Семён Дзагеевич
Семён Дзаге́евич Кала́ев (осет. — Хъалати Дзагейи фурт Семён, 15 августа 1905 — 13 июля 1991) — миномётчик, командир расчета миномётной роты в годы Великой Отечественной войны, Полный кавалер Ордена Славы.

## Биография
Родился 15 августа 1905 года в селе Галиат горной Дигории в семье крестьянина. Осетин. Здесь окончил три класса, работал в сельском хозяйстве. На рубеже 30-х годов из многочисленных горных аулов Дигорского ущелья началось переселение семей во вновь образованное село Сурх-Дигора. В числе первых туда перебралась и семья Дзаге Калаева. Шли годы. Село выросло. Его 10-летие отмечали все вместе, радовались успехам, мечтали, строили новые планы. Но начавшаяся 22 июня 1941 года война все изменила.
Семен Калаев рвался на фронт, где уже воевали его братья. 3 октября 1941 года Семен Калаев свой трактор «СТ3» передал комсомолке Назират Секинаевой и стал солдатом. Семен и его земляк Гобе Габуев, служили в саперной части и строили оборонительные сооружения в районе города Прохладный. Кстати, редкий во время войны случай: Семен Калаев и Гобе Габуев не расставались на фронте, воевали вместе и вернулись домой вместе после Победы.
… С августа 1942 года уже на передовой. Боевой путь начал на Калининском фронте, стрелком в составе 46-й гвардейской стрелковой дивизии. Когда в одном из боев вышел из строя расчёт 82-мм миномёта Калаев, освоивший ещё в запасном полку эту специальность, встал к миномёту и тремя минами подавил вражескую пулемётную точку. Взвод бросился вперед и вклинился в оборону противника. За находчивость в бою и уничтожение вражеского пулемёта награждён медалью «За боевые заслуги».
По возвращении из полевого госпиталя в свой полк Калаев был назначен уже в миномётную роту командиром расчета. С частью и в этой должности прошёл до Победы. Член ВКП(б)/КПСС с 1942 года.
25 июня 1944 года при форсировании реки Западная Двина (в районе города Бешенковичи Витебской области Белоруссии) гвардии старший сержант Калаев оперативно и без потерь переправил через водную преграду материальную часть, боеприпасы, расчет и своевременно вступил в бой. При артналете оперативно, без потерь вывел расчет из-под огня. Обеспечивая наступление стрелковых подразделений истребил немало живой силы врага, а когда кончились мины, стал расстреливать гитлеровцев из трофейного пулемёта.
Приказом по частям 46-й гвардейской стрелковой дивизии от 06.04.1944 г. гвардии старший сержант Калаев Семён Дзагеевич награждён орденом Славы 3-й степени.
18 августа 1944 года в бою за населенный пункт Скайсткалне (27 км восточнее города Бауска, Латвия) расчет старшего сержанта Калаева метким огнём ликвидировал до 10 гитлеровцев, три ручных и два станковых пулемёта с расчетами, вывел из стря орудие и миномётную батарею. Своими действиями обеспечил этим успешное наступлением нашей пехоты.
Приказом по войскам 6-й гвардейской армии от 22.10.1944 г. гвардии старший сержант Калаев Семён Дзагеевич награждён орденом Славы 2-й степени (№ 7492)
С 25 по 29 декабря 1944 года в боях близ населенного пункта Грабьи (5 км южнее города Рудбаржи, Латвия) гвардии старший сержант Калаев, командуя расчетом, уничтожил 3 пулемёта и до 20 гитлеровцев, чем способствовал продвижению стрелковых подразделений.
Боевой путь миномётчик Калаев закончил под Кёнигсбергом (Калининградом). 24 июня в составе сводного полка 1-го Прибалтийского фронта участвовал в Параде Победы на Красной площади.
Указом Президиума Верховного Совета СССР от 29.06.1945 г. за исключительное мужество, отвагу и бесстрашие, проявленные в боях с гитлеровскими захватчиками гвардии старший сержант Калаев Семён Дзагеевич награждён орденом Славы 1-й степени (№ 1597). Стал полным Кавалером ордена Славы — высшей солдатской награды.
В августе 1945 года демобилизовался из рядов Советской армии. Вернулся в родное село Сурх-Дигора и сразу же окунулся в мирную жизнь. Здесь его ждали жена Лиза и дети Георгий, Сергей и Нина.
В родном колхозе им. Хаджиомара Гетоева Семен работал полеводом, завхозом, директором кирпичного и лесопильного заводов. Возглавлял комсомольско-молодёжную бригаду.
После ухода на пенсию возглавил звено пожилых колхозников, которые выращивали высокие урожаи.
С 1971 года жил в городе Орджоникидзе (ныне — Владикавказ). Он часто бывал в школах и на предприятиях, в торжественные дни встречался с ветеранами и молодежью.
13 июля 1991 года Семен Дзагеевич Калаев ушёл из жизни.

## Семья
Жена — Лиза, Сыновья — Георгий и Сергей, дочь — Нина

## Награды
Награждён:
- медалью «За боевые заслуги» (1942)
- орденом Славы III-й степени (06 июля 1944)
- орденом Славы II-й степени № 7492 (22 октября 1944)
- орденом Славы I-й степени № 1597 (29 июня 1945)
- орденами Отечественной войны I степени
- орденом Отечественной войны II степени (1944)
- медалью «За отвагу»

В 1955 году за высокие показатели в работе бригады был награждён Почетной грамотой ЦК ВЛКСМ.

## Память
Похоронен во Владикавказе на Аллее Славы.
Именем Семена Калаева названа центральная улица в родном селении Сурх-Дигора. О Семене Дзагеевиче Калаеве земляками сложена героическая песня.